# Liste de jeux WonderSwan

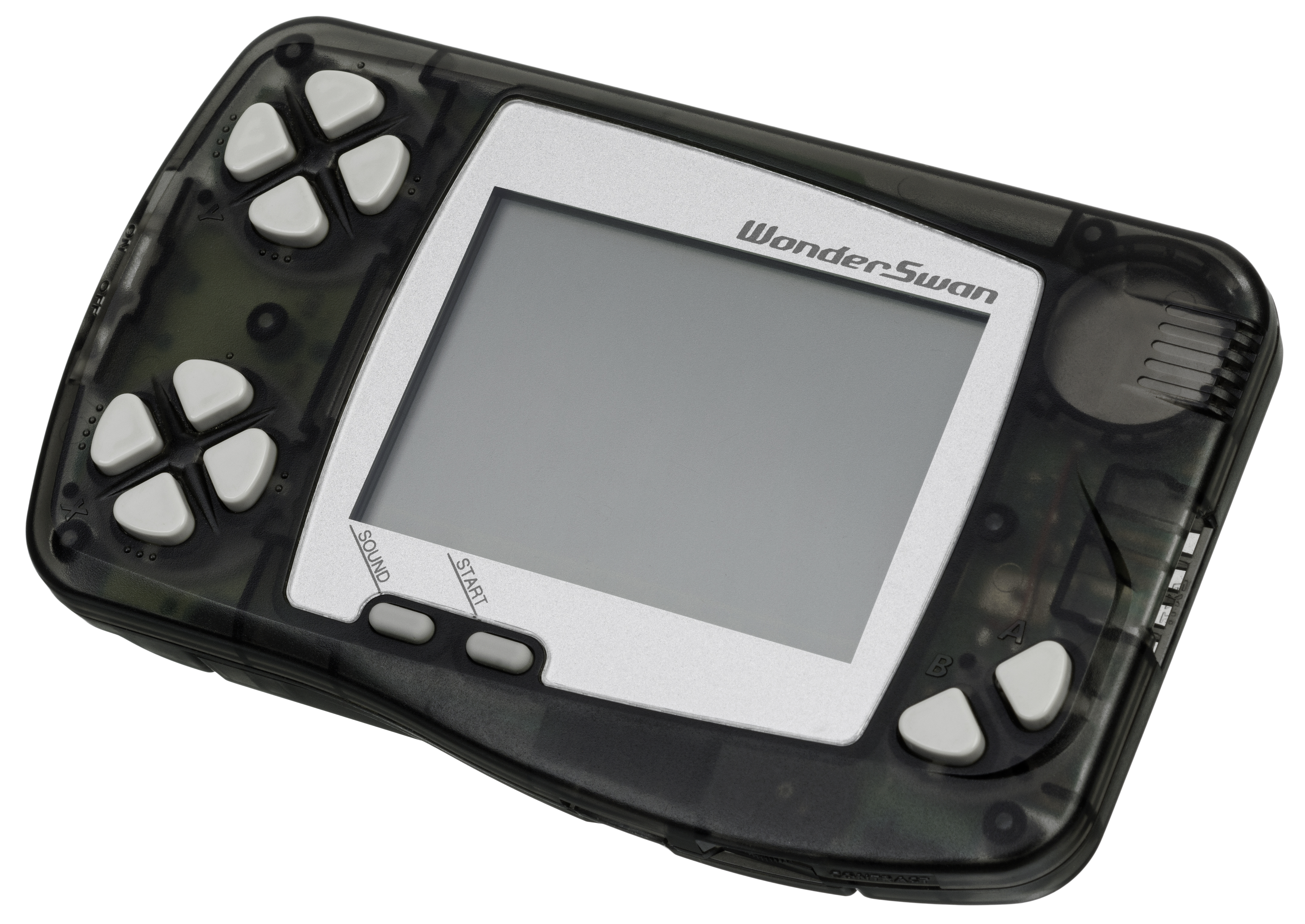
Console de jeu WonderSwan de Bandai, développée par KOTO (1999)

Voici la liste des jeux WonderSwan classés par ordre alphabétique.
- Haut – A
- B
- C
- D
- E
- F
- G
- H
- I
- J
- K
- L
- M
- N
- O
- P
- Q
- R
- S
- T
- U
- V
- W
- X
- Y
- Z

## 0-9
- 326

## A
- Anchorz Field
- Anotherheaven: Memory of Those Days
- Arc The Lad: Kishin Fukkatsu
- Armored Unit

## B
- Baku Jongg
- Bakusō Dekotora Densetsu for WonderSwan
- Beatmania
- Bistro Recipe
- Blue Wing Blitz
- Buffers Evolution

## C
- Cardcaptor Sakura: Sakura to Fushigina no Clow Card
- Chaos Gear
- Chocobo no Fushigina Dungeon
- Chō Aniki: Otoko no Tamafuda
- Chō Jikū Yōsai Macross: True Love Song
- Crazy Climber
- Clock Tower for WonderSwan

## D
- Dark Eyes -Battle Gate-
- Densha de Go!
- Densha de Go! 2
- Dicing Knight
- Digimon Adventure: Anode Tamer
- Digimon Adventure: Cathode Tamer
- Digimon Adventure 02: Tag Tamers
- Digimon Adventure 02: D1 Tamers
- Digimon Tamers: Brave Tamer
- Digimon Tamers: Digimon Medley
- Digital Monster Card Game Ver. WonderSwan
- Digital Monster D Project
- Digital Monster Ver. WonderSwan
- Digital Partner
- Dokodemo Hamster
- Dokodemo Hamster 3: Odekake Saffron
- Doraemon
- Dragon Ball
- D's Garage Kōbo Game Tane O Maku Tori

## E
- Engacho!

## F
- Fever Sankyo Kōshiki Pachinko Simulation
- Final Fantasy I
- Final Fantasy II
- Final Fantasy IV
- Final Lap Special
- Fire Pro Wrestling
- Fishing Freaks: Bass Rise
- Flash Koibito Kun
- From TV Animation One Piece: Chopper no Daibōken
- From TV Animation One Piece: Grand Battle Swan Colosseum
- From TV Animation One Piece: Mezase Kaizokuō!
- From TV Animation One Piece: Niji no Shima Densetsu
- From TV Animation One Piece: Treasure Wars
- From TV Animation One Piece: Treasure Wars 2 Buggy Land e Yōkoso
- Front Mission

## G
- Ganso Jajamaru-kun
- Gekitō! Clush Gear Turbo: Gear Champion League
- Gensō Maden Saiyūki Retribution: Hi no Ataru Tokoro De
- Glocal Hexcite
- Go Meiheibe & Level Nobori Ryūmon
- Gomokunarabe & Reversi Tōryūmon
- Gorakuō Tango!
- Gransta Chronicle
- Gunpey
- Gunpey EX

## H
- Hanafuda Shoyōyo
- Hanjuku Hero: Aa, Sekai Yo Hanjuku Nare
- Harobots
- Hataraku Chocobo
- Hunter X Hunter GI
- Hunter X Hunter: Ishi o Tsugu Mono
- Hunter X Hunter: Michibikareshi Mono
- Hunter X Hunter: Sorezore no Ketsui

## I
- InuYasha: Fūun Emaki
- InuYasha: Kagome no Sengoku Nikki
- InuYasha: Kagome no Yume Nikki

## K
- Kakutō Ryōri Densetsu: Bistro Recipe -Wonder Battle Hen-
- Kappa Games: Chō Denki Card Battle "Yōfu Makai" Kikuchi Hideyuki
- Keiba Yosō Shien Soft: Yosō Shinkaron
- Kidō Senshi Gundam Giren no Yabō Tokubetsu Hen Aoki Hoshi No Hasha
- Kidō Senshi Gundam Seed
- Kidō Senshi Gundam Vol.1 -Side 7-
- Kidō Senshi Gundam Vol.2 -Jaburo-
- Kidō Senshi Gundam Vol.3 -A Baoa Qu-
- Kinniku Man II-sei: Chōjin Seisenshi
- Kiss Yori... Seaside Serenade
- Klonoa: Moonlight Museum
- Kosodate Quiz Dokodemo My Angel
- Kurupara

## L
- Last Alive
- Last Stand
- Langrisser Millennium: The Last Century
- Lime Rider Kerorikan

## M
- Macross: True Love Song
- Magical Drop
- Marie & Elie: Futari no Atelier
- Marjong Tōryūmon
- Makaimura for WonderSwan
- Medarot Perfect Edition (Kabuto Version)
- Medarot Perfect Edition (Kuwagata Version)
- Meitantei Conan: Majutsushi no Chōsenjō
- Meitantei Conan: Nishi no Meitantei Saidai no Kiki!?
- Meitantei Conan: Yūgure no Ōjo
- Memories Off Festa
- Mikeneko Holmes: Ghost Panic
- Mingle Magnet
- Metakomi Therapy: Nee Kiite!
- Mobile Suit Gundam: MSVS
- Moero !! Pro Yakyū Rookies
- Morita Shōgi
- Mr. Driller

## N
- Namco Super Wars
- Namco Wonder Classic
- Naruto Konoha Ninpōchō
- Naza oh! Pocket
- New Japan Pro Wrestling: Tōkon Retsuden
- Nice On
- Nobunaga no Yabō

## O
- Ōchan no Oekaki Logic

## P
- Pocket Fighter
- Pocket no Naka no Doraemon
- Pro Mahjong Kiwame
- Puyo Puyo Tsū
- Puzzle Bobble

## R
- Rainbow Islands: Putty's Party
- Raku Jongg
- Ring Infinity
- Road Runner
- Rockman & Forte: Mirai kara no Chōsensha
- Rockman EXE WS
- RUN=DIM: Return to Earth

## S
- Saint Seiya Ōgon Densetsu Hen Perfect Edition
- Sangokushi
- Sangokushi II
- Senkaiden: TV Animation Senkaiden Hōshin Engi Yori
- Senkaiden Ni: TV Animation Senkaiden Hōshin Engi Yori
- Sennō Millennium
- SD Gundam: Eiyūden Kishi Densetsu
- SD Gundam: Eiyūden Musha Densetsu
- SD Gundam: Emotional Jam
- SD Gundam: Gashapon Senki -Episode One-
- SD Gundam: G Generation Gather Beat
- SD Gundam: G Generation Gather Beat 2
- SD Gundam: G Generation Monoeye Gundams
- SD Gundam: Operation U.C.
- Shaman King: Asu e no Ishi
- Shanghai Pocket
- Shin Nihon Prores Ring Tōkonretsuden
- Shinseiki Evangelion: Shito Ikusei
- Shōgi Tōryūmon
- Side Pocket
- Slither Link
- Soccer Yarō!: Challenge The World
- Sorobangu
- Sotsugyō
- Space Invaders
- Star Hearts: Hoshi to Daichi no Shisha
- Super Robot Taisen Compact
- Super Robot Taisen Compact 2 Dai1bu: Chijō Hadō Hen
- Super Robot Taisen Compact 2 Dai2bu: Uchū Gekishin Hen
- Super Robot Taisen Compact 2 Dai3bu: Ginga Kessen Hen
- Super Robot Taisen Compact 3
- Suriza Link

## T
- Taikyoku Igo Heisei Kiin
- Tanjō
- Tarepanda no Gunpey
- Tekken Card Challenge
- Terrors
- Terrors 2
- Tetris
- Tetsujin 28-gō
- Tetsuman
- Time Bokan Series: Bokan Densetsu Buta Mo Odaterya Doronboh
- Ton Fū Sō
- Tokyo Majin Gakuen: Fujo Fuuroku
- Trump Collection: Bottom Up Teki Trump Seikatsu
- Trump Collection II: Bottom Up Teki Sekai Isshū no Tabi-
- Turntablist: DJ Battle

## U
- Ultraman: Hikari no Kuni no Shisha
- Umizuri ni Ikō!
- Uzumaki: Denshi Kaiki Hen
- Uzumaki: Noroi Simulation

## V
- Vaitz Blade

## W
- Wild Card
- With You: Mitsumete Itai
- Wizardry Scenario 1: Kyōō no Shirenjō
- WonderBorg: Autonomous Insect Robot
- WonderSwan Handy Sonar
- Wonder Stadium
- Wonder Stadium '99
- WonderWitch
- wuz↑b? Produce Street Dancer

## X
- X Card of Fate
- XI Little

## Y
- Yosō Shin Karon

- Haut – A
- B
- C
- D
- E
- F
- G
- H
- I
- J
- K
- L
- M
- N
- O
- P
- Q
- R
- S
- T
- U
- V
- W
- X
- Y
- Z